# Bischöfliche Kellerei Neuleiningen

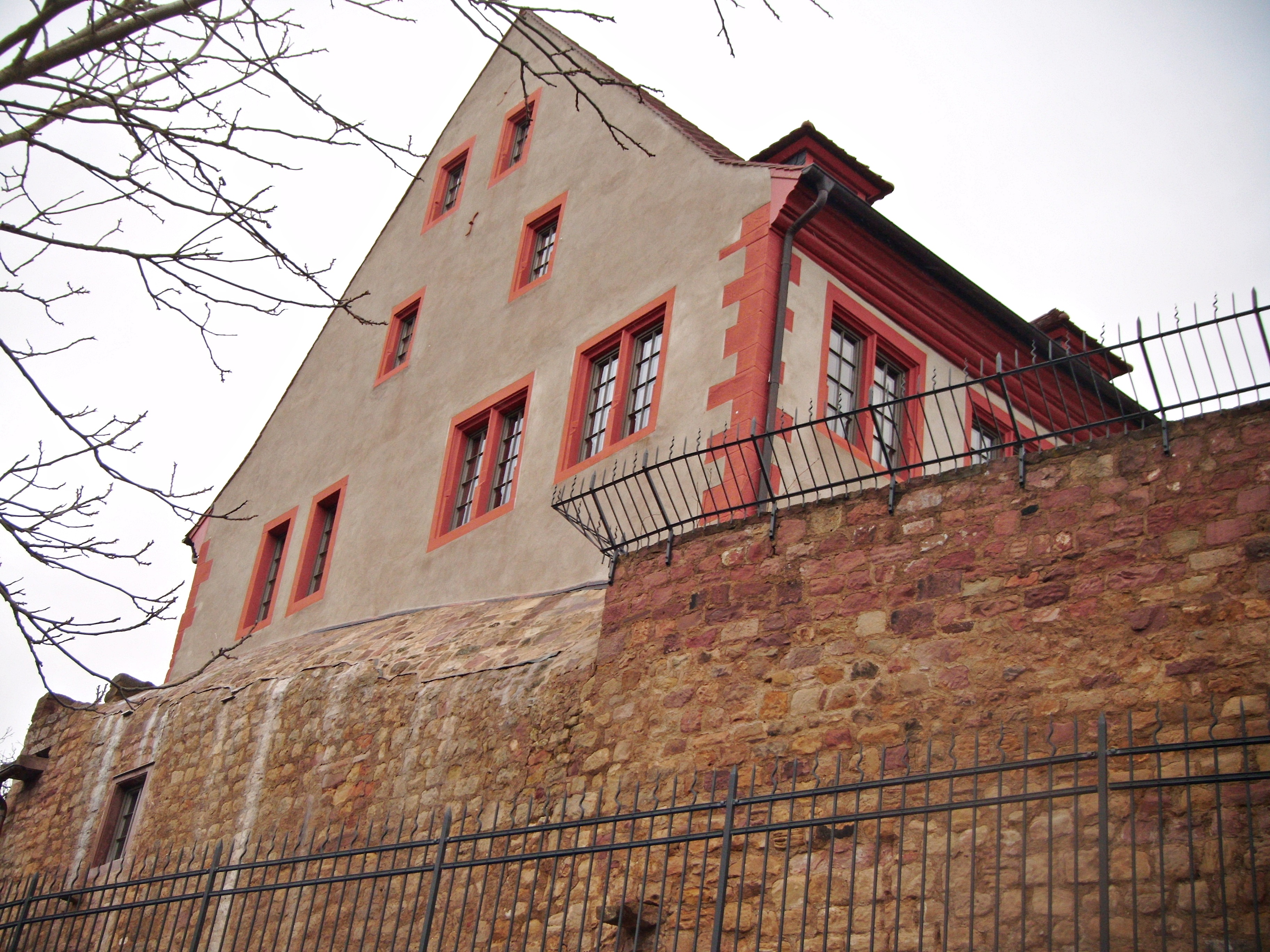
Amtshaus von Süden (von außerhalb der Stadtmauer aufgenommen)

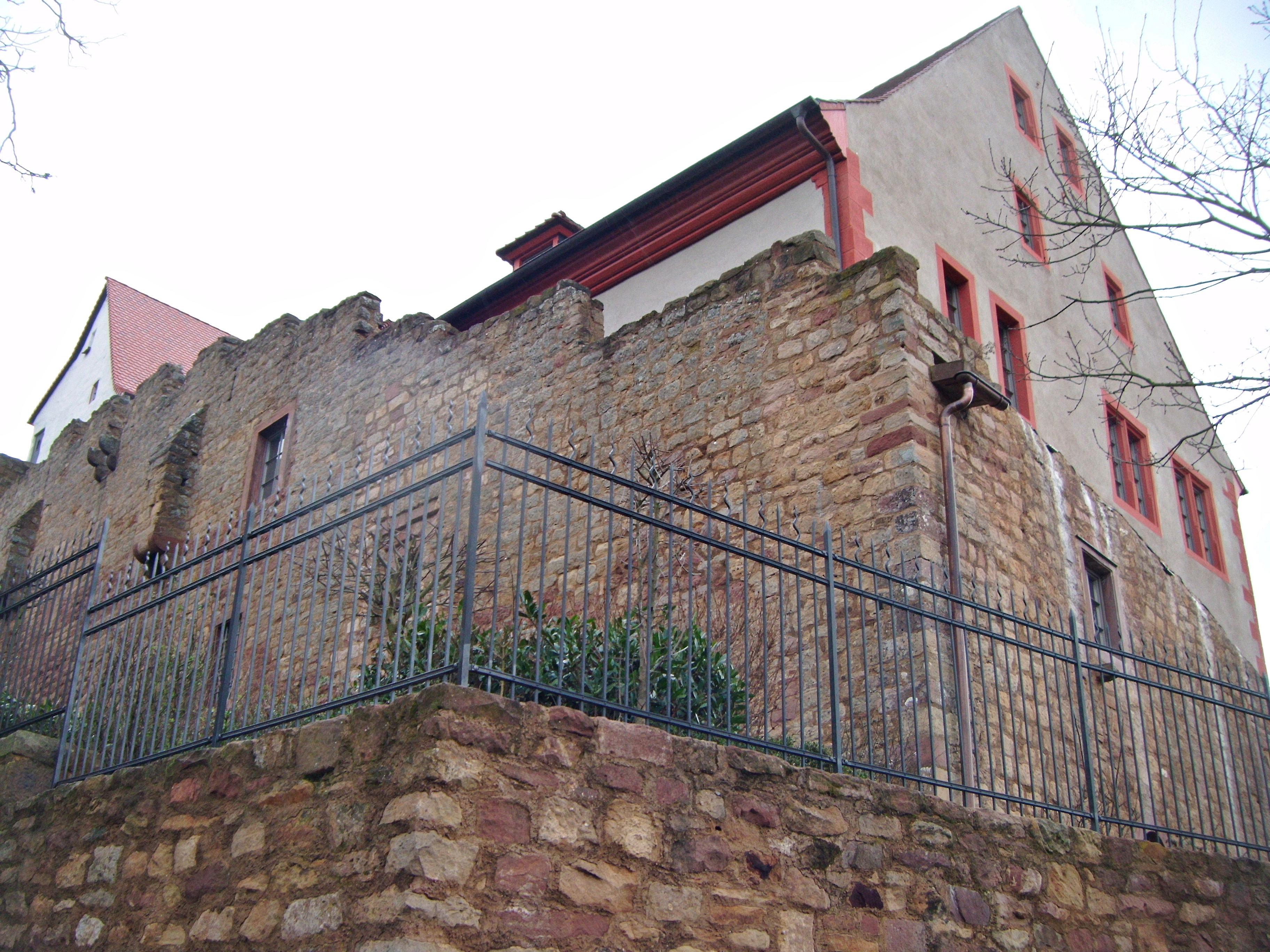
Amtshaus von Südwesten, eingebaut in die Ecke der Stadtmauer

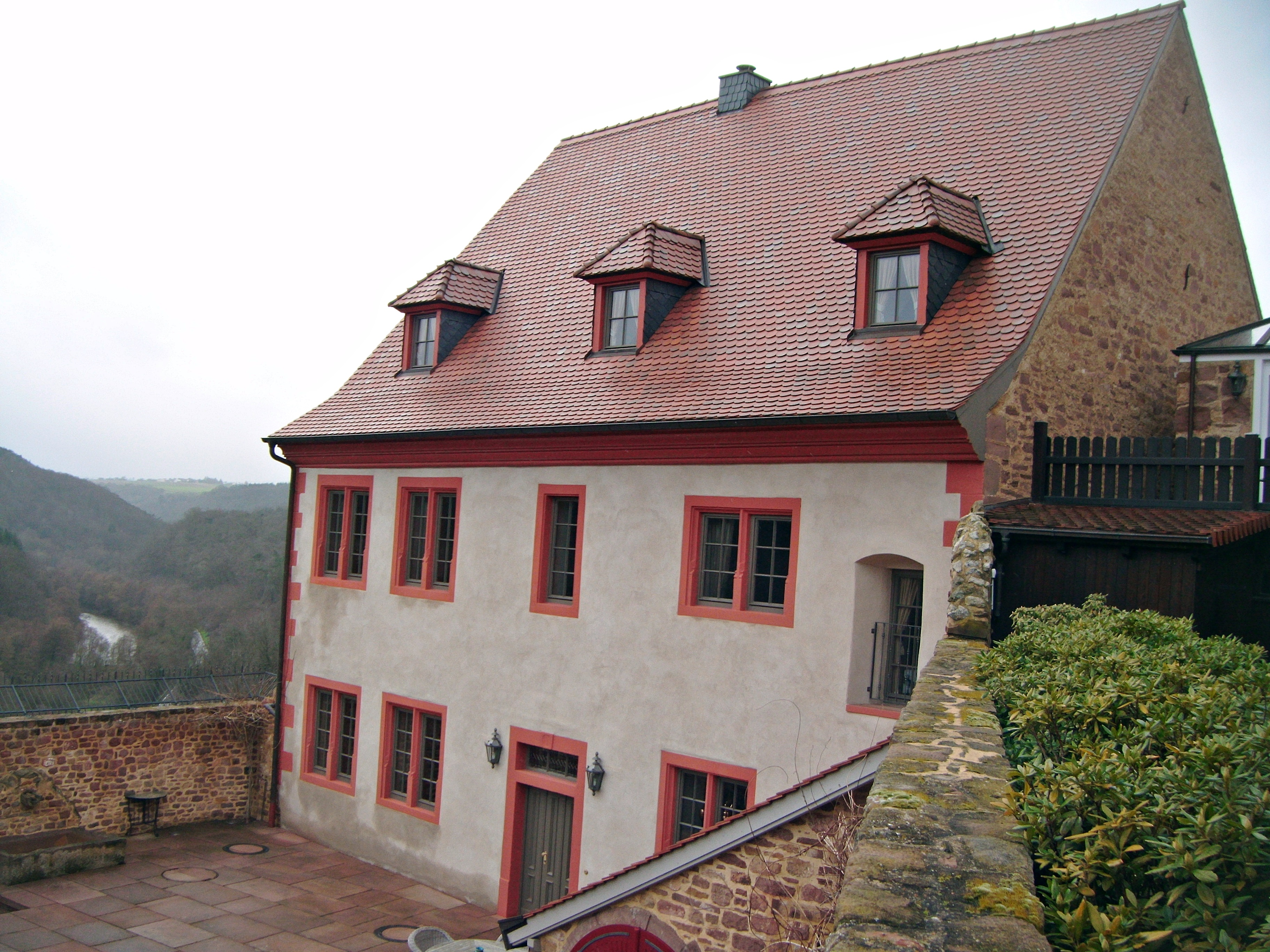
Fassade des Amtshauses, im Hintergrund Stadtmauer und Eckbachweiher

Die Bischöfliche Kellerei Neuleiningen ist ein historischer Gebäudekomplex in dem rheinland-pfälzischen  Dorf Neuleiningen, der dem Hochstift Worms als Amtssitz für den von ihm bestellten Keller diente.

## Geschichte
Das Hochstift Worms war der weltliche Herrschaftsbereich der Wormser Bischöfe und ein Reichsstand des Heiligen Römischen Reiches. Das nach und nach immer mehr verkleinerte und nur aus Exklaven bestehende Staatsgebiet umfasste ab dem 18. Jahrhundert lediglich noch 15 linksrheinische und drei rechtsrheinische Dörfer im Umkreis von Worms. Das Land war in die vier Amtsbezirke Lampertheim, Horchheim, Dirmstein und Neuleiningen, mit zugehörigen Amtskellereien als Verwaltungssitzen aufgeteilt, zu denen noch die Amtsschaffnerei Neuhausen hinzukam.
Das spätere Neuleininger Gebiet gehörte ursprünglich zum Weißenburger Klosterbesitz. So dürfte das Bistum Worms an die dortigen Eigentumsrechte gelangt sein, das laut Urkunde von 1308, Burg und Dorf Neuleiningen zu Lehen an die Grafen von Leiningen übertrug. Der Bischof behielt sich hierbei von Anfang an eigenen Besitz am Dorf vor, benutzte selbst den südlichen Teil der Burg und hatte zudem eine große Amtskellerei an dem strategisch günstigen Platz. Im Pfälzischen Erbfolgekrieg wurde Neuleiningen 1690 eingeäschert, die Grafen verlegten ihren Regierungssitz ins nahe Grünstadt. Nachdem die Hälfte des Leininger Ortsbesitzes  bereits 1742 an das Hochstift Worms verpfändet worden war, verkaufte Graf Carl I. (1717–1787) den kompletten Leininger Anteil 1767 an den Wormser Bischof Johann IX. Philipp von Walderdorff, wodurch das Hochstift Worms, bis zum Ende der Feudalzeit, alleiniger Eigentümer von Neuleiningen wurde.
In der Neuleininger Kellerei residierte ein Keller oder Amtmann des Bischofs, der das Gebiet verwaltete. Außerdem waren dort Amtspersonal und Arbeiter zur Entgegennahme, Verwaltung und Lagerung der Finanz- und Naturalabgaben vorhanden. Der hiesige Kellereibezirk umfasste die zum Hochstift gehörenden Dörfer Neuleiningen, Hettenleidelheim und Ramsen. Auch aus umliegenden Gütern des Bistums, die auf fremden Territorien lagen, mussten Abgaben nach Neuleiningen eingeliefert werden. In einem Erbpachtvertrag des Wormser Bischofs Georg Anton von Rodenstein (1579–1652), für ein Gut des Hochstiftes in Immesheim, heißt es 1651 beispielsweise, dass alle vertraglich vereinbarten Naturalleistungen in die bischöfliche Kellerei nach Neuleiningen zu bringen seien.

## Baubestand
Das Gebäudeensemble, mit der Adresse Untergasse 40–42, liegt in der südwestlichen Ecke der Stadtmauer und ist von der Talstraße aus weithin sichtbar.
Das Amtshaus, ein stattlicher Renaissance-Putzbau aus dem 16. Jahrhundert, mit Satteldach und profilierten Sandsteinfenstergewänden, erstreckt sich in Nord-Süd-Richtung. Westlich und südlich (mit der Giebelwand) stößt es direkt an die Stadtmauer an und ist baulich mit ihr verbunden. Sowohl die frühere Küche im Erdgeschoss als auch der unter dem Haus liegende Keller sind kreuzgewölbt und ruhen auf einem bzw. mehreren gedrungenen Mittelpfeilern. Teile des Kellers sollen aus dem 14. Jahrhundert stammen. Anfang des 19. Jahrhunderts erfolgte der Einbau des heutigen Türgewändes auf der Ostseite des Amtshauses, das die Jahreszahl 1812 trägt. Die Ostseite ist die Hauptfassade und mündet in einen geräumigen Hof der südlich von der Stadtmauer begrenzt wird.
Östlich des Amtshauses bzw. des Hofes schließt sich das Schaffnerhaus an, ein einfacher Putzbau mit Krüppelwalmdach. Seine unverputzte Südseite bildet einen Teil der Stadtmauer. Nördlich davon befindet sich ein Torbau mit Krüppelwalm-Mansarddach. Östlich vorgelagert sind auf der Südseite, entlang der Stadtmauer, ein Garten mit Aussichts-Pavillon (18. Jahrhundert), auf der Nordseite die ehemalige Zehntscheune.
Alle Gebäude der ehemaligen Kellerei befinden sich in Privatbesitz.